# 居爾謝希爾

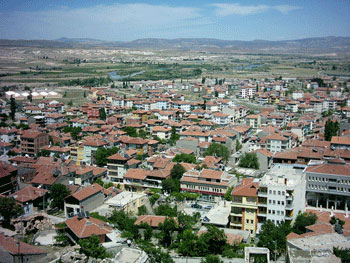

居爾謝希爾是土耳其的城鎮，由內夫謝希爾省負責管轄，位於該國中部，距離首府內夫謝希爾20公里，面積956平方公里，海拔高度885米，2010年人口8,866。

## 外部連結
- A detailed website about Gülşehir
- District governor's official website （页面存档备份，存于） （土耳其文）
- Map of Gülşehir district
- Administrative map of Gülşehir district

38°44′47″N 34°37′14″E / 38.74639°N 34.62056°E